# Roselina Salemi
Roselina Salemi (Ancona, 1º ottobre 1955) è una scrittrice e giornalista italiana.

## Biografia
Siciliana d'origine, ma nata ad Ancona il 1º ottobre 1955, vive e lavora a Milano.
Giornalista dagli anni ottanta, è autrice di due romanzi: La fontana invisibile del 1995 e Il nome di Marina del 2005, ispirato alla vera storia della località balneare rasa al suolo negli anni ottanta e vincitore del Premio Chianti 2006-2007.
Oltre ai due romanzi ha scritto un saggio sul tema dell'aborto (Sulla pelle delle donne), un dossier sul rapporto tra microcriminalità e disagio giovanile in Sicilia (Ragazzi di Palermo) e una bibliografia del filosofo e politico Antonio Banfi.

## Opere
Romanzi
- La fontana invisibile, Milano, Rizzoli, 1995 ISBN 88-17-66054-X.
- Il nome di Marina, Milano, Rizzoli, 2005 ISBN 88-17-00918-0.

Saggi
- Sulla pelle delle donne, Milano, Rizzoli, 1989 ISBN 88-17-53751-9.
- Ragazzi di Palermo, Milano, Rizzoli, 1993 ISBN 88-17-84270-2.

Critica letteraria
- Bibliografia banfiana, Parma, Pratiche, 1982 ISBN 88-7380-051-3.

Altro
- Una vittima di mafia e industria in Sicilia (Salvatore Gurreri) e L'ape regina non vola più (Gigliola Guerinoni), in:  AA.VV., I veri «gialli» della nera, a cura di Daniele Protti, introduzione di Carlo Lucarelli, Milano, RCS Periodici, 2003.

## Premi e riconoscimenti
- Premio Calabria: 1995 nella sezione letteratura, italiani
- Premio letterario internazionale Nino Martoglio: 1995 nella categoria giornalismo
- Premio Letterario Chianti: 2006-2007 per Il nome di Marina